# Jozef Psotka
Jozef Psotka (ur. 12 lutego 1934 r. w Koszycach, zm. 16 października 1984 w Himalajach) – słowacki taternik, alpinista, pedagog i ratownik tatrzański.

## Życiorys
Z zawodu inżynier elektrotechnik. Taternictwo zaczął uprawiać w 1950 roku. W latach 1956–1967 wspinał się także w Alpach, gdzie przeszedł szereg trudnych dróg, m.in. drogą Bonattiego na północnej ścianie Matterhornu. Wspinaczkę uprawiał także w innych górach świata, był członkiem czechosłowackich wypraw w Kaukaz, Hindukusz, Ałtaj i Himalaje. W czechosłowackich wyprawach himalajskich zaczął brać udział w 1971 roku, na Nanga Parbat osiągnął wysokość 7910 m n.p.m., a na Makalu wysokość 8010 m n.p.m. Wraz z towarzyszami dokonał pierwszych czechosłowackich wejść bez aparatów tlenowych na Kanczendzongę i Mount Everest. Zginął 16 października 1984 roku podczas schodzenia z wierzchołka Everestu.

## Ważniejsze tatrzańskie osiągnięcia wspinaczkowe
- uczestnik zimowego przejścia Grani Tatr Wysokich,
- uczestnik zimowego przejścia północnej ściany Wysokiej,
- uczestnik zimowego przejścia drogi Orłowskiego na Galerii Gankowej,
- uczestnik zimowego przejścia północnej ściany Jaworowego Szczytu.

Władysław Cywiński jego nazwiskiem nazwał w Tatrach Komin Psotki.

## Odznaczenia
- Order Ľudovíta Štúra III klasy (pośmiertnie)[3]